# Foetorepus garthi
Foetorepus garthi är en fiskart som först beskrevs av Seale, 1940.  Foetorepus garthi ingår i släktet Foetorepus och familjen sjökocksfiskar. Inga underarter finns listade i Catalogue of Life.